# Transformación genética mediada por Agrobacterium rhizogenes
La transformación genética mediada por Agrobacterium rhizogenes es un método de  transformación utilizado en ingeniería genética  de plantas que permite la introducción de ADN exógeno a una célula y la regeneración de esta célula transformada para obtener una planta genéticamente modificada empleando la bacteria Agrobacterium rhizogenes como vector.
A. rhizogenes (sin.: Rhizobium rhizogenes) es una bacteria patógena de plantas, gram negativa, que habita en el suelo y provoca la enfermedad denominada «raíces en cabellera» o «hairy roots», que ocasiona la proliferación de raíces en el sitio de infección. Esta proliferación se produce por la transferencia de un T-DNA del plásmido Ri de la  bacteria al genoma de la planta. El T-DNA contiene genes que codifican para la síntesis de opinas, que a su vez codifican para la síntesis de hormonas vegetales y su metabolismo, y otros genes que estimulan la división celular en el sitio de infección. En muchas especies es posible regenerar plantas de las raíces sujetas a la agroinfección, las cuales muestran características fenotípicas particulares. Así, se ha observado enanismo, ruptura de dominancia apical tanto en tallos como raíces, alteración de la forma de las flores y de las hojas, mayor capacidad de enraizamiento, disminución en la producción de polen y semillas y esterilidad en algunos casos. Los genes responsables de estas alteraciones fenotípicas se denominan rol. Las raíces una vez transformadas tienen la capacidad de continuar su crecimiento
de una manera autónoma, aún separadas de la planta madre, si son cultivadas in vitro.

El cultivo de raíces trasformadas por A. rhizogenes presenta muchas ventajas en comparación con el cultivo de células y de raíces sin transformar. Algunas de las cuales son un crecimiento más acelerado y una mayor productividad de metabolitos secundarios. Entre los metabolitos secundarios producidos en raíces transformadas se encuentran los terpenoides, la hiosciamina y la escopolamina Los cultivos de raíces transformadas son una fuente potencial de compuestos farmacéuticos A. rhizogenes también se  ha utilizado para la introducción de genes en raíces de resistencia a nemátodos en caña de azúcar. De igual forma puede tener aplicación para procesos de fitorremediación con la producción de raíces capaces de remover uranio de soluciones acuosas.